# 伊赛特王后
| st | t · H8 |

| st | t · H8 |

伊赛特（或伊西斯）是埃及第十八王朝的一位王后，以女神伊西斯的名字命名。她是阿蒙霍特普三世和泰伊王后的女儿之一，同时也是图特摩斯二世的第二位王后或妃子。 

## 人物传
伊赛特是图特摩斯三世的母亲，图特摩斯三世是图特摩斯二世的独子。她的儿子于公元前 1425 年 3 月 11 日去世，在图特摩斯三世的木乃伊绷带和在卡纳克发现的一座雕像上，都提到了伊赛特的名字。 
虽然在后来发现的考古证据中，伊赛特被称为“大王后”，但在图特摩斯二世统治期间，拥有大王后头衔的其实是哈特谢普苏特。图特摩斯二世于公元前 1479 年去世，他死后，哈特谢普苏特成为年轻国王图特摩斯三世的摄政女王。图特摩斯三世长大后才逐渐成为埃及军队的首领。

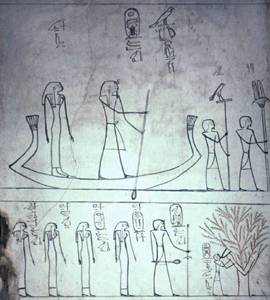
KV34墓穴的图特摩斯三世和他的家人。船上的人物分别是：门凯普利，图特摩斯三世和他的母亲伊赛特。

哈特谢普苏特作为法老统治，直到她于公元前 1458 年去世，当时她的共同摄政者图特摩斯三世成为法老。那时伊塞特获得了“国王之母”的称号（因为她的儿子已成为法老），如果她在他担任共同摄政时没有被指定为王室妻子，那么她可能会被指定为王室妻子。 
当图特摩斯三世成为法老时，哈特谢普苏特和图特摩斯二世的女儿娜芙鲁瑞获得了“大王后“的头衔。在她母亲作为法老期间，她一直担任这个角色。 娜芙鲁瑞可能已与图特摩斯三世结婚，不过唯一的证据只是一座石碑。上面刻着萨提雅王后的名字，她的名字可能被刻在了另一位王后的名字之上。在她之后，梅特利-哈特谢普苏特成为了新的大王后。
图特摩西斯三世在帝王谷的陵墓中多次描绘他的母亲。在 墓穴KV34 中，其中一根柱子上出现了法老和几个女性家庭成员，他的母亲伊赛特王后在当中处于很显眼的位置。
在图特摩斯三世的船上，伊赛特王后出现在她儿子身后，她被尊称为“法老的母亲伊西斯”。船下面的文字显示，图特摩西斯三世的船正在开往一棵代表他母亲伊西斯的树。在国王身后，我们看到了他的三位妻子：梅里特王后、萨提雅、奈布图和他们的女儿奈菲尔塔丽。
伊赛特究竟是图特摩斯二世的王妃还是第二位王后，我们不得而知。 她还获得过“神之妻”的称号，但可能只是死后才被追授的。 